# Ommatius narrius
Ommatius narrius är en tvåvingeart som beskrevs av Scarbrough 2002. Ommatius narrius ingår i släktet Ommatius och familjen rovflugor. Inga underarter finns listade i Catalogue of Life.